# Aert van den Bossche

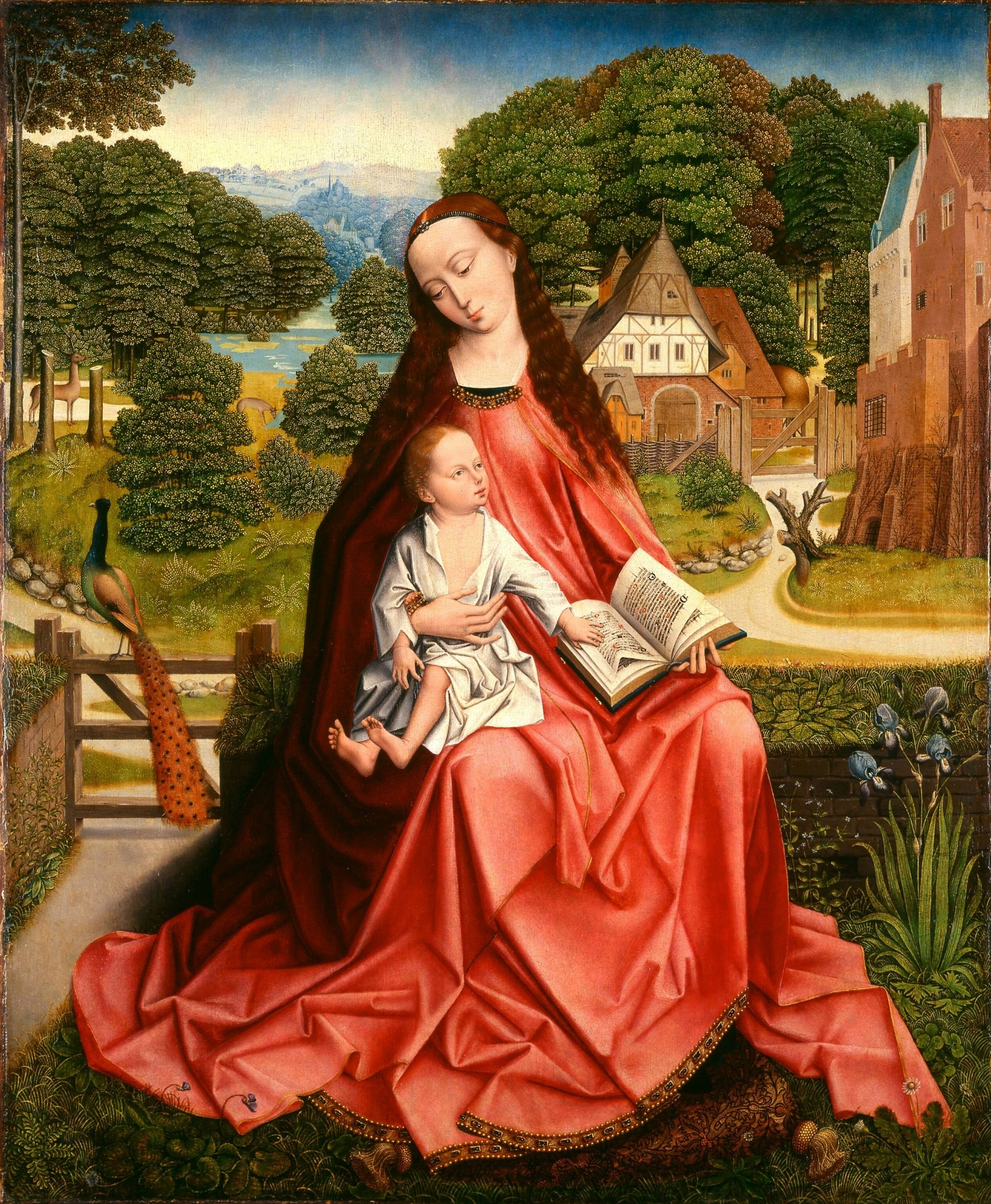
Atribuido al Maestro de la Madonna Grog, posiblemente Aert van den Bossche, antes Maestro del Follaje Bordado: La Virgen y el Niño en un paisaje, c. 1492-1498. Óleo sobre tabla, 104,7 x 87 cm, Minneapolis Institute of Art.

Aert van den Bossche, diminutivo de Arnould, o Maestro de la leyenda de santos Crispín y Crispiniano  fue un pintor pimitivo flamenco, activo en Bruselas y Brujas a finales del siglo XV. Algunas de las obras que actualmente se le atribuyen lo estuvieron en el pasado al llamado Maestro de la leyenda de Santa Bárbara, una denominación convencional creada por Max J. Friedländer bajo la que cabe distinguir distintas manos, una de ellas la de Van den Bossche perfectamente diferenciada tras la documentación del retablo de san Crispín para su capilla en la iglesia de San Nicolás de Bruselas.

## Biografía
Se desconocen la fecha y el lugar de su nacimiento, que debió de ocurrir en 1455 o antes. Por el apellido, parece probable que procediese de 's-Hertogenbosch, coloquialmente Den Bosch. Esto se deduce del hecho de que en los registros municipales de Bruselas, donde estuvo activo a partir de la década de 1490, aparezca registrado en 1495 como «Arnould de Panhedel, llamado Vanden Bossche». Su padre, Yanne van den Bossche, fue también pintor. Tenía además un hermano zapatero y un hermanastro sacerdote. Hacia 1489 contrajo matrimonio con Catharina van Hamme, miembro de una distinguida familia brabanzona y tía de Andrés Vesalio, que llegaría a ser célebre anatomista. Del matrimonio nacieron cuatro hijas y un hijo, Gillis,  también pintor, con el que en 1506 se estableció en Brujas, en cuyo gremio se les encuentra documentados como Harnoult van den Boske y Gilken van den Booeske. En 1522 Gillis residía en 's-Hertogenbosch, trabajando para la iglesia de San Juan en la limpieza de algunas obras del Bosco.
Aert van den Bossche llegó a ser concejal de Bruselas y miembro destacado del gremio de San Lucas de la ciudad. Se especula que pudo haber sido alumno o asistente de Hugo van der Goes.

## Obra

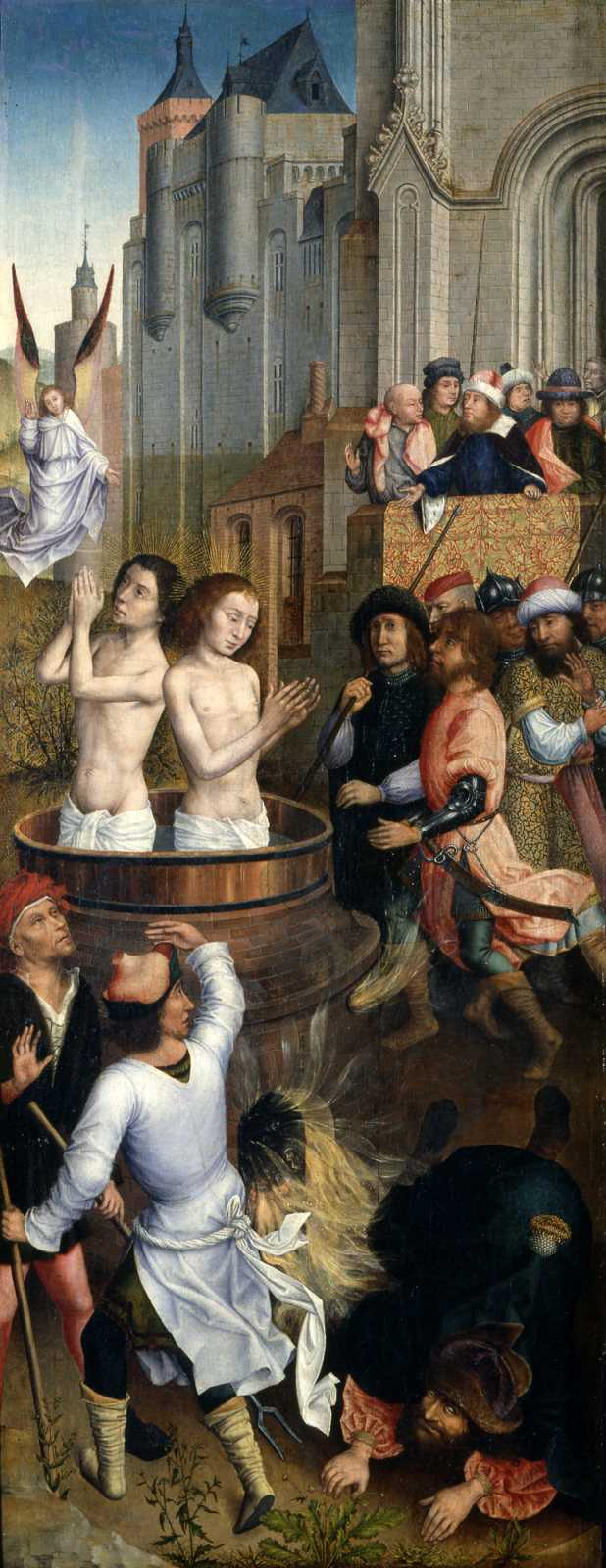
Martirio de los santos Crispín y Crispiniano, óleo sobre tabla, 97 x 37,5 cm, Bruselas, Museum van de Stad Brussel. Interior de la tabla lateral derecha del políptico de los santos Crispín y Crispiniano.

Hay dudas sobre qué obras pueden atribuirse a Aert van den Bossche. La famosa Virgen con el Niño en un paisaje, c. 1492-1498, expuesta en el Instituto de Arte de Minneapolis, se atribuye actualmente a «artista(s) desconocido(s), posiblemente Maestro de la Madonna Grog o Aert van den Bossche, antes Maestro del Follaje Bordado».
La única obra que es posible atribuirle con entera seguridad es el tríptico del Martirio de los santos Crispín y Crispiniano, contratado en 1490 con el gremio de zapateros de Bruselas por el que en 1494 recibió un último pago. El tríptico estaba destinado al altar del gremio en la iglesia de San Nicolás. El descubrimiento de este recibo condujo a la identificación de un cuadro existente que representaba a los santos en cuestión, y a la identificación de su autor, antes denominado Maestro de la leyenda de Santa Bárbara, con Aert van den Bossche. 
Por motivos estilísticos se cree que Aert van den Bossche pintó el ala derecha del Tríptico con los Milagros de Cristo de la Galería Nacional de Victoria en Melbourne. También se le atribuyen, con participación del taller, las tablas del Retablo de Job del Wallraf-Richartz-Museum de Colonia o la tabla llamada, con dudas, San Agustín sacrificando a un ídolo de los maniqueos del Rijksmuseum de Ámsterdam, en el pasado atribuida al Maestro de la Leyenda de Santa Bárbara. Del mismo modo, en el Museo del Prado de Madrid se cataloga como obra de Van den Bossche o su taller La celebración de una misa, enigmática pintura procedente de la colección real, alguna vez considerada de Hans Memling.
Algunos especialistas han afirmado que también colaboró con el Maestro de la Leyenda de Santa Bárbara, por ejemplo, en la tabla de las Escenas de la leyenda de Enrique II, las figuras de la sección de la izquierda posiblemente podrían ser obra de van den Bossche.

## El martirio de los santos Crispín y Crispiniano
El tema de la pintura es el martirio en Soissons (Francia) de los santos Crispín y Crispiniano. Según la leyenda cristiana, los dos santos eran hermanos gemelos nacidos en una familia noble romana en el siglo III d. C. que practicaban el oficio de zapateros para ayudar a los pobres. Presuntamente fueron perseguidos, torturados y condenados a muerte por su fe por Rictus Varus en la Galia Belga. Considerados santos patronos de los zapateros, curtidores y trabajadores del cuero, la Iglesia los honra con una fiesta celebrada el 25 de octubre.
El tríptico del martirio no ha sobrevivido en su forma original, ya que la parte central se ha separado de las alas. A principios del siglo XIX, la tabla central fue comprada en San Petersburgo a un propietario privado por el conde Stanisław Potocki, maestro de caballos (Konyushy ) en la corte del zar de Rusia durante las particiones extranjeras de Polonia. Se exhibió en su Palacio de Wilanów, que Potocki había convertido en un centro de arte. A diferencia de otros nobles polacos de la época, Potocki no participó en el Levantamiento de noviembre contra Rusia.
Durante más de cien años después de su última compra verificada, nadie supo qué tema se representaba en la composición. Se especulaba con los diez mil mártires y otros temas ya conocidos de Durero. El tema fue finalmente descubierto por Jan Białostocki de la Academia de Ciencias de Polonia, profesor de la Universidad de Varsovia y antiguo conservador del Museo Nacional de Varsovia. Identificó unas 13 plantas en el cuadro, la mayoría de ellas utilizadas en el curtido del cuero. El registro escrito confirma que la obra maestra fue donada por el gremio como retablo para la iglesia de San Nicolás, situada junto a la Bolsa, en Bruselas, para asegurar su propia prosperidad. El tema está relacionado con el oficio de zapatero. El cuadro representa el legendario martirio de los santos Crispín y Crispiniano. Les rompieron los huesos (izquierda), les extrajeron las uñas de los pies (arriba a la izquierda), les arrancaron la piel de la espalda en largas y estrechas tiras (centro); los arrojaron por el acantilado al río Aisne (arriba a la derecha) y cuando vieron que no se ahogaban los hirvieron vivos en un caldero (esquina superior) antes de decapitarlos.

El panel central de la pintura se exhibe en el Museo del Palacio del Rey Jan III en Wilanów en Varsovia.
Las puertas del políptico, aserradas por la mitad, se conservan repartidas entre el Museo de la Ciudad de Bruselas y el Museo Pushkin de Moscú. En el primero lo conservado son las caras interiores de las puertas, en las que están representados el Martirio del agua hirviendo y La decapitación de los santos. En Moscú las caras exteriores, visibles con el tríptico cerrado, con San Crispín (o Crispiniano) y donantes, estos muy dañados.

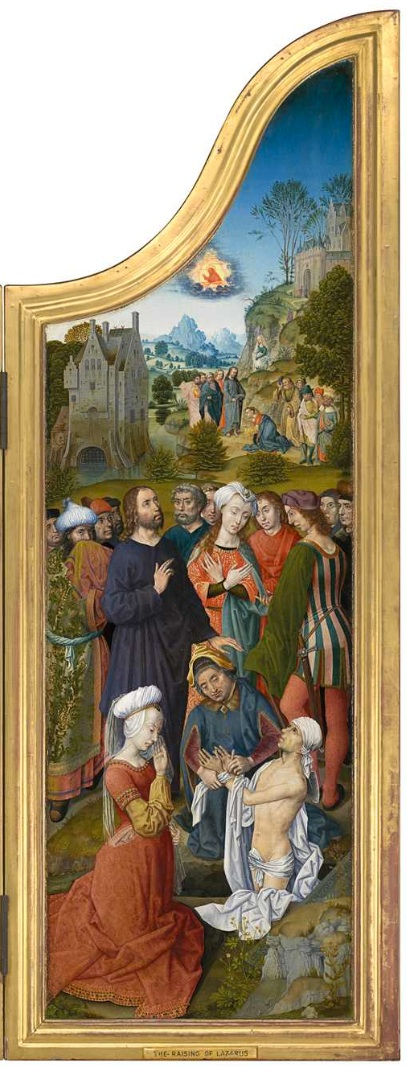
Tríptico con los Milagros de Cristo: La Resurrección de Lázaro

## Tríptico con los Milagros de Cristo
El Tríptico con los Milagros de Cristo se encuentra en la colección de la Galería Nacional de Victoria en Melbourne. Es un trabajo de dimensiones reducidas que mide alrededor de 112 por 184 cm. Aunque todavía no hay unanimidad sobre la atribución de cada panel de la obra, generalmente se cree que el tríptico representa una colaboración entre tres artistas que trabajaban en Bruselas al mismo tiempo: el Maestro de la Leyenda de Santa Catalina (panel central), el Maestro de los Retratos Principescos (ala izquierda) y Aert van den Bossche.
Hay indicios que sugieren que las obras no se produjeron en un único taller en el que pudieran haberse colocado una al lado de la otra durante su ejecución. Más bien, el hecho de que la línea del horizonte varíe en cada panel y de que la escala de las figuras y la perspectiva no coincidan son indicios de que las tres partes del tríptico se produjeron en lugares separados en los que cada artista trabajó aislado de los demás. Se ha supuesto que una posible razón de este método de trabajo tenía que ver con la urgencia del encargo o que respondía a instrucciones específicas de quien había encargado la obra.
La persona que encargó la obra fue Adolfo de Cleves, señor de Ravenstein, un poderoso individuo relacionado con los gobernantes de Borgoña. Está representado en la parte delantera y central del panel izquierdo cuyo tema son Las bodas de Caná. El tríptico representa en el ala izquierda el primer milagro de Cristo en las bodas de Caná y termina con el último milagro de Cristo, la resurrección de Lázaro, que se representa en el ala derecha, atribuida a van den Bossche. El panel central representa el milagro de la multiplicación de los panes.

## Otras lecturas
- Steyaert, Griet (2007). «The Master of the Embroidered Foliage and Art van den Bossche».  En Gombert, Florence, ed. Le Maître au Feuillage brodé, Démarches d'artistes et méthodes d'attribution d'oeuvres à un peintre anonyme des anciens Pays-Bas du XVe siècle. Lille. pp. 173-183.
- Bonenfant-Feytmans, Anne-Marie (1991). «Aert van den Bossche, Peintre du polyptyque des Saints Crépin et Crépinien». Annales d'Histoire de l'Art et d'Archéologie (en francés) 13: 43-58. ISSN 0771-2723.
- Białostocki, Jan (1958). Malarstwo europejskie w zbiorach polskich 1300–1800 [European painting in the Polish collections from 1300 to 1800] (en polaco). Varsovia: "Auriga" Publishing.
- The Flemish primitives. Biography of Dieric Bouts (circa 1470-1475). Collaboration with Aert van den Bossche. Flemish Art Collection.